# Википедија на пијемонтском језику
Википедија на пијемонтском језику је верзија Википедије на пијемонтском језику, слободне енциклопедије, која данас има 70.386 чланака и заузима на листи Википедија 65. место.